# Cohen's Luck
Cohen's Luck  è un film muto del 1915 diretto da John H. Collins.
"Cohen" è "l'ebreo" nella sua versione comica stereotipizzata che dal vaudeville entrò quindi nel cinema. Interpretato volta volta da attori diversi, il personaggio è il protagonista sin dal 1904 di numerosi cortometraggi, dove la caricatura tende talora pericolosamente a sfociare in aperto antisemitismo.

## Produzione
Il film fu prodotto dalla Edison Company.

## Distribuzione
Distribuito dalla General Film Company, il film - in quattro bobine - uscì nelle sale cinematografiche statunitensi l'11 giugno 1915.